# Goldener Junge (Mumie)
Der Goldene Junge ist die ägyptische Mumie eines nicht ausgewachsenen, wahrscheinlich 14 bis 15 Jahre alten, hochgestellten Jungen, der in der Zeit zwischen 330 und 30 v. Chr. starb. Die Mumie ist in einem doppelten Sarkophag eingebettet und mit vielzähligen Grabbeigaben ausgestattet.
Die Mumie wurde in Edfu an der Fundstelle Nag el-Hassaya, in einem spätptolemäischen Friedhof (circa 305–30 v. Chr.) gefunden und am 21. November 1916 vom Ägyptischen Museum in Kairo erworben.
Eine Todesursache konnte bislang nicht ermittelt werden. Aufgrund des sehr guten Erhaltungszustandes der Mumie ermöglicht diese der Forschung, eine Vielzahl von Informationen über das Leben und den Tod des Verstorbenen, die religiösen und kulturellen Glaubensvorstellungen der Ägypter, sowie über die ägyptische Mumifizierungstechnik zu gewinnen.

## Sarkophag
Der Sarg des Goldenen Jungen ist ein klassisches Beispiel für die ägyptische Bestattungskultur. Der Sarg besteht aus einem äußeren und einem inneren Sarkophag. Der äußere Sarkophag ist ein rechteckiger, unverzierter Holzsarkophag mit einem Deckel in Tonnenbogengestalt. Auf dem äußeren Sarkophag befinden sich griechische Buchstaben, die in schwarz eingraviert sind. Der innere Holzsarkophag hat eine anthropoide Form mit einer vergoldeten Gesichtsmaske und farbigen Zeichnungen im Stil der spätptolemäischen Ära.
Die Verwendung von zwei Särgen war eine übliche Praxis im alten Ägypten und diente dazu, den Körper des Verstorbenen vor Beschädigungen und Verwesung zu schützen. Der äußere Sarkophag diente als zusätzlicher Schutz. Der innere Sarkophag war der eigentliche Bestattungsbehälter für die Mumie des Verstorbenen. Der innere Sarkophag ist ein beeindruckendes Beispiel für die künstlerische Fähigkeit der Ägypter und zeigt die Verwendung von vergoldeten Elementen und Farbzeichnungen, die typisch für die spätptolemäische Ära sind. Der Sarg des Goldenen Jungen stellt ein wertvolles Zeugnis für die ägyptische Bestattungskultur dar und ermöglicht einen tieferen Einblick in das Denken und die Lebenswelt im alten Ägypten.

## Mumie
Die Mumie ist vollständig und gut erhalten. Die Mumie des Goldenen Jungen weist eine Vielzahl von kulturellen und religiösen Einflüssen auf, die sich in ihrem äußeren Erscheinungsbild widerspiegeln. Sie ist ein beeindruckendes Beispiel für die Praktiken im alten Ägypten.
Der Körper ist vollständig ausgestreckt, mit überkreuzten Armen auf der Brust, der rechte Unterarm liegt über dem linken. Die Handflächen sind flach. Der Hals ist leicht gekrümmt und der Kopf ist leicht nach unten geneigt. Insgesamt ist die Mumie intakt und zeigt ein gut erhaltenes Skelett mit darüberliegenden dünnen, ausgetrockneten Weichteilen.
Diese Haltung war eine typische Praxis im alten Ägypten und diente dazu, den Verstorbenen in einer stilisierten und idealisierten Position darzustellen. Die überkreuzten Arme symbolisierten die Vereinigung des Verstorbenen mit den Göttern und die flachen Handflächen symbolisierten die Bereitschaft des Verstorbenen, die Götter zu empfangen. Der leicht gekrümmte Hals und die geneigte Kopfhaltung zeigen die Unterwerfung des Verstorbenen vor den Göttern. Die Haltung der Mumie des Goldenen Jungen ist ein wichtiger Bestandteil ihres äußeren Erscheinungsbildes und gibt einen Einblick in die kulturellen und religiösen Praktiken im alten Ägypten.
Die Mumie trägt eine vergoldete Totenmaske, die idealisierte Gesichtszüge aufweist, die für die damalige Tradition typisch sind. Diese Totenmasken waren ein wichtiger Bestandteil des Bestattungsrituals und sollten dem Verstorbenen dabei helfen, ins Jenseits zu gelangen. Die Augenlinien und Augenbrauen sind mit Edelsteinen eingelegt und die Pupillen bestehen aus schwarzem Obsidian.
Die Mumie selbst ist vollständig in Leinenbinden eingewickelt, die äußere Schicht ist braun. Ein rechteckiges, hellbraunes und 88 × 743 mm großes Leinentuch befindet sich in der Mitte der Vorderseite der Mumie und reicht von der Halsregion bis zu den Beinen der Mumie. Dieses Tuch diente vermutlich dazu, die Identität des Verstorbenen zu belegen. Trockene Farnpflanzen sind transversal auf der Vorderseite der äußeren Schicht der Mumie platziert. Diese Pflanzenbeigaben hatten im Glauben der alten Ägypter eine symbolische Bedeutung und sollten dem Verstorbenen dabei helfen, ins Jenseits zu gelangen.
Der Körper des Verstorbenen ist vollständig in mehreren Leinenschichten eingewickelt, die teilweise transversal oder kreuz und quer verlaufen. Die Leinenschichten der Mumie des Goldenen Jungen sind ein wichtiger Bestandteil des Bestattungsrituals im alten Ägypten und geben einen Einblick in die Techniken und Methoden, die zur Einbalsamierung verwendet wurden. Jede der vier Gliedmaßen ist separat eingewickelt. Zu mindestens die inneren Leinenschichten, die die Mumie direkt umhüllen, sind mit Harz imprägniert.
Der Verstorbene war bei seinem Tod 1,28 Meter groß. Auf der Basis von Computertomographie-Untersuchungen der Wachstumsfugen wurde das Alter des Verstorbenen bei seinem Tod auf 14 bis 15 Jahre geschätzt. Diese Alterseinschätzung wird auch durch die Zahnbildung des Verstorbenen gestützt.

## Mumifizierung
Durch Untersuchungen der Mumie konnte festgestellt werden, dass eine Einbalsamierung des Körpers inklusive des Schädels erfolgte.
Die craniale Mumifizierung umfasste das vollständige Entfernen des Gehirns (Exzerebration) durch eine 37,5 × 23 mm große postmortale Öffnung in der vorderen Schädelbasis. In der Schädelhöhle befindet sich ein gehärtetes Harz. Innerhalb beider Augenhöhlen wurden lockere Textilbündel platziert.
Die Körpermumifizierung umfasste das vollständige Entfernen der Eingeweide (Evisceration), mit Ausnahme des Herzens, das innerhalb der mittleren Brusthöhle auf der linken Seite vorhanden ist. Der Einbalsamierungsschnitt ist auf der linken unteren Bauchdecke vorhanden und ist mit Leinen bedeckt. Innerhalb der Beckenhöhle sind lockere Textilbündel vorhanden.
Die Mumifizierung des Verstorbenen gibt einen guten Einblick in die Techniken und Methoden, die im alten Ägypten zur Einbalsamierung verwendet wurden.

## Grabbeigaben
Bei der Mumie wurden neben der vergoldeten Totenmaske, einem verzierten Brustschild und einem Paar Sandalen insgesamt 49 Amulette gefunden. Drei Amulette befinden sich innerhalb der Körperhöhle, ein Amulett innerhalb des Mundes und 45 Amulette befinden sich auf der Körperoberfläche oder zwischen den Leinenschichten. Von den 45 Amuletten auf der Körperoberfläche oder zwischen den Leinenschichten befinden sich vier in der Kopf- und Halsregion, 31 Amulette auf dem Torso und 10 Amulette auf den Unterschenkeln.
Die Grabbeigaben des Goldenen Jungen liefern wichtige Einblicke in die Vorstellungen und Glaubensvorstellungen der alten Ägypter über das Leben im Jenseits. Diese Amulette und Symbole, die der Verstorbene bei sich trug, waren dazu gedacht, ihm den Übergang ins Jenseits zu erleichtern und ihm das Wohlergehen im Jenseits zu sichern.
Die neunmal vorhandenen Udjat-Amulette symbolisieren das Auge des Gottes Horus und stellen die Vollständigkeit und Heilung dar. Die siebenmal vorhandenen Scarabäen und Scaraboiden symbolisieren die Wiedergeburt und die Unsterblichkeit. Fünf kleine Flaschen enthalten wahrscheinlich Weihrauch und symbolisieren die Seele des Verstorbenen. Drei Djed-Pfeiler symbolisieren die Unsterblichkeit und die Wiedergeburt.
Die Totenmaske ist in der Form einer tripartiten Perücke angefertigt und zeigt idealisierte Gesichtszüge. Sie ist aus einer inneren Schicht aus Leinen oder Papyrus und einer dünnen Schicht aus höherdichtem Material, wahrscheinlich Gold, gefertigt. Die Totenmaske des Goldenen Jungen diente dazu, das ursprüngliche Aussehen des Verstorbenen zu bewahren und ihm im Jenseits ein angemessenes Erscheinungsbild zu geben. Diese Art von Totenmaske war typisch für Personen mit einem hohen Rang und einer wichtigen Stellung in der alten Ägyptischen Gesellschaft, was somit auf den hohen sozialen Rang des Verstorbenen hinweist.
Der rechteckige Brustschild ist in der Mitte des vorderen Oberkörpers platziert und reicht von der Halsregion bis zu den Beinen. Dieser Schild der Mumie ist ein symbolisches Amulett, das dem Verstorbenen Schutz und Unterstützung im Jenseits gewähren sollte. Es ist davon auszugehen, dass das Schild Verzierungen, wie zum Beispiel Hieroglyphen und religiöse Symbole hat.
Beim Amulett im Mund der Mumie handelt es sich um ein goldenes Zungen-Amulett. Goldene Zungen-Amulette hatten in der ägyptischen Kultur eine tiefere Bedeutung. Im Glaube der alten Ägypter war verbreitet, dass die Verstorbenen im Jenseits vor dem Totengericht standen und Fragen von Göttinnen und Göttern beantworten mussten, um in die Unterwelt zu gelangen. Das goldene Zungen-Amulett sollte dem Verstorbenen dabei helfen, mit Osiris und den anderen Göttinnen und Göttern zu sprechen, um den Übergang in die Unterwelt erfolgreich zu meistern. Es war eine Art spiritueller Schutz, der sicherstellen sollte, dass die Seele des Verstorbenen ihre Reise ins Jenseits erfolgreich abschließen konnte. Das Gold war auch ein Symbol für Unsterblichkeit und Unvergänglichkeit, was es zu einer perfekten Wahl für ein Amulett im Zusammenhang mit dem Tod und dem Jenseits machte.
Die Sandalen sind offene Schuhe ohne Riemen und bestehen wahrscheinlich aus behandelten Papyrus oder Palmfasern. Sie dienten nicht nur als Schutz für die Füße des Verstorbenen im Jenseits, sondern hatten auch symbolische Bedeutungen. Nach dem Glauben der alten Ägypter sollte der Verstorbene im Jenseits in der Lage sein sie zu tragen und sich damit fortzubewegen. Bei den Bestattungsriten der alten Ägypter wurde großer Wert darauf gelegt ihre Verstorbenen für ihre Reise ins Jenseits bestmöglich auszustatten und ihnen alle notwendigen Ausrüstungen und Werkzeuge zur Verfügung zu stellen.